# Santa Coloma
Santa Coloma – miasto w Andorze, w parafii Andora. Według danych na rok 2012 liczy 2991 mieszkańców.